# 呼羅珊阿拉伯人

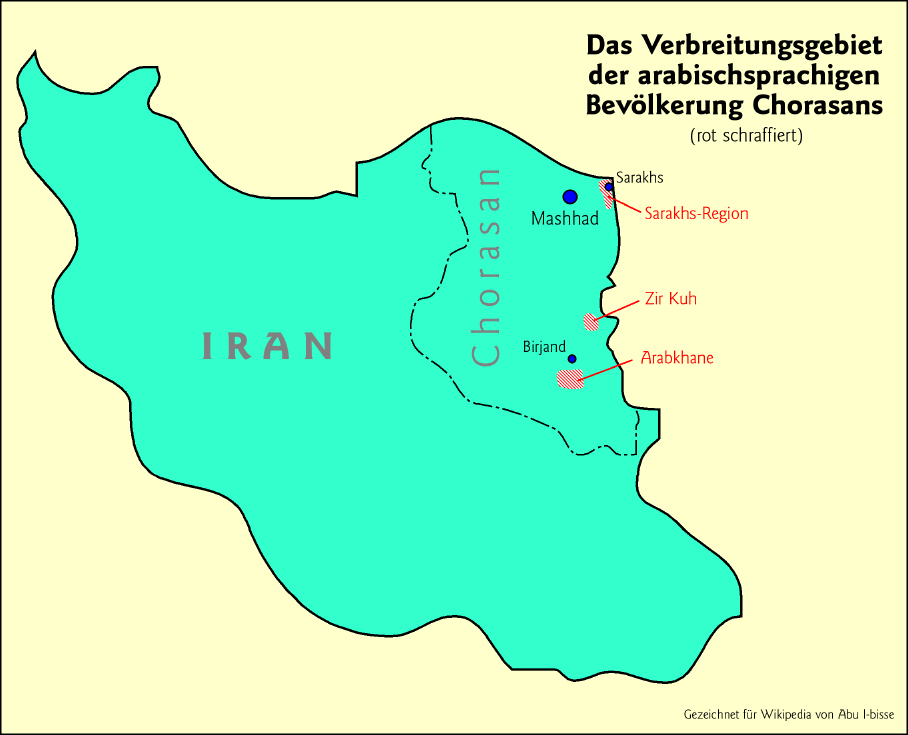
呼羅珊阿拉伯人的分佈區域

呼羅珊阿拉伯人，是阿拔斯王朝時代移民到伊朗呼羅珊省地區阿拉伯人的後裔。人口約50000人。
他們可分為昔班尼、Zangooyi、Mishmast、Khozaima、阿兹迪五個部落。他們多數説波斯語，多数聚居馬什哈德和内沙布爾。

## 腳註

### 外部資料
- Khorasani Arabic （页面存档备份，存于）